# Tây Giang (huyện)
Tây Giang là một huyện miền núi biên giới thuộc tỉnh Quảng Nam, Việt Nam.

## Địa lý
Huyện Tây Giang nằm ở phía tây bắc của tỉnh Quảng Nam, nằm cách thành phố Tam Kỳ khoảng 190 km, có vị trí địa lý:
- Phía đông giáp huyện Đông Giang
- Phía tây giáp nước bạn Lào với đường biên giới dài khoảng 70 km
- Phía nam giáp huyện Nam Giang
- Phía bắc giáp huyện A Lưới và huyện Phú Lộc thuộc thành phố Huế.

Huyện Tây Giang có diện tích 904,70 km², dân số năm 2019 là 20.005 người, mật độ dân số đạt 22 người/km².
Huyện Tây Giang có thành phần dân tộc chủ yếu là người Cơ tu (95%); tỷ lệ hộ nghèo chiếm tới 60% vào năm 2018. Dân cư Tây Giang sống rất phân tán, phần lớn tập trung ven suối trong những khu rừng sâu. Đây là huyện thưa dân nhất Quảng Nam và là một trong những huyện có dân số thấp nhất Việt Nam.

## Lịch sử
Huyện Tây Giang được thành lập vào ngày 25 tháng 12 năm 2003 trên cơ sở chia tách huyện Hiên thành 2 huyện Đông Giang và Tây Giang.
Sau khi thành lập, huyện Tây Giang bao gồm 10 xã: A Nông, A Tiêng (trung tâm huyện), A Vương, A Xan, Bha Lêê, Ch'ơm, Dang, Ga Ri, Lăng và Tr'Hy.

## Hành chính

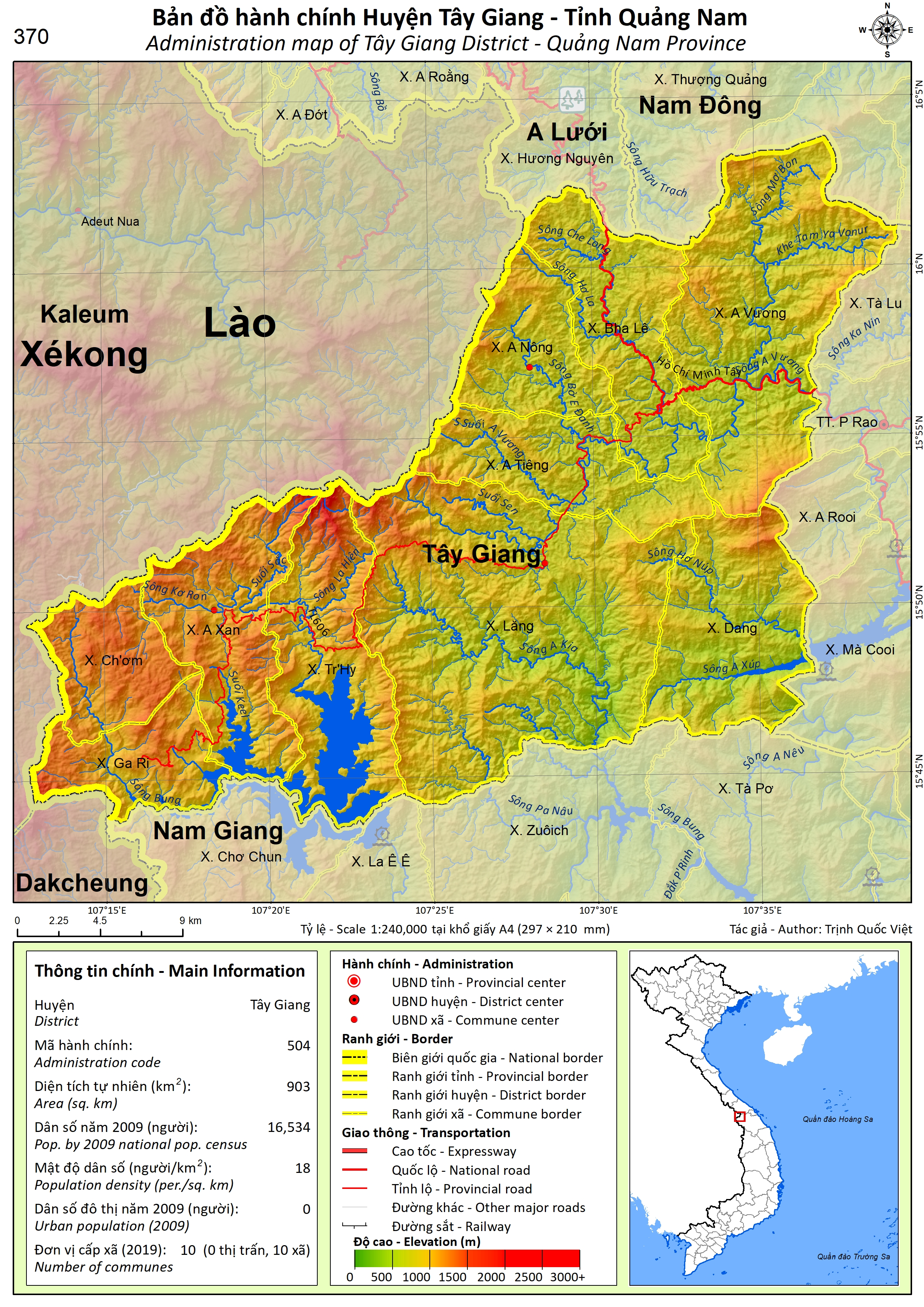
Bản đồ hành chính huyện Tây Giang

Huyện Tây Giang có 10 đơn vị hành chính cấp xã trực thuộc, bao gồm 10 xã: A Nông, A Tiêng (huyện lỵ), A Vương, A Xan, Bha Lêê, Ch'Ơm, Dang, Ga Ri, Lăng và Tr'Hy.
Trong 10 xã của huyện, 2 xã: Dang và A Vương không có đường biên giới với CHDCND Lào.
Danh sách các xã của huyện Tây Giang:
| STT | Xã      | Diện tích (km²) | Dân số 1/4/2019 (người) | Mật độ (người/km²) |
| --- | ------- | --------------- | ----------------------- | ------------------ |
| 1   | A Nông  | 86              | 1.173                   | 10                 |
| 2   | A Tiêng | 64,36           | 3.710                   | 58                 |
| 3   | A Vương | 150,2           | 2.000                   | 13                 |
| 4   | A Xan   | 79,4            | 2.222                   | 28                 |
| 5   | Bha Lêê | 71              | 2.720                   | 38                 |
| 6   | Ch'Ơm   | 45,1            | 1.636                   | 36                 |
| 7   | Dang    | 85,8            | 1.732                   | 20                 |
| 8   | Ga Ri   | 47,3            | 1.523                   | 32                 |
| 9   | Lăng    | 221             | 2.157                   | 10                 |
| 10  | Tr'Hy   | 81,6            | 1.427                   | 18                 |

Nguồn: Tổng điều tra dân số và nhà ở huyện Tây Giang ngày 1/4/2019. 